# 施善繼
施善繼（1945年4月6日— ），台灣作家，左翼詩人，社會運動家。

## 生平
施善繼，台灣省彰化縣鹿港鎮人。曾任職於臺北縣工務局工程隊。高中時代開始寫詩，1971年與辛牧、蕭蕭等三人籌組龍族詩社。以〈小耕入學〉聞名於文壇。〈小耘周歲〉編入國民中學課本教材。與陳映真、曾健民、藍博洲等人多次代表台灣作家出席中國作協。
著有詩集《傘季》《施善繼詩選》《寶島小遊記》《返鄉》《毒蘋果札記》《紀念 映真》《毒蘋果札記2》《施善繼詩全編》1998以降，專事雜文寫作，以“毒蘋果札記”專欄，陸續刊發於《人間思想與創作叢刊》《批判與再造》《兩岸犇報》等報誌。